# Bosc de Gishwati
El bosc de Gishwati és una reserva protegida a la part nord-occidental de Ruanda, no gaire lluny del llac Kivu. Els boscos de la reserva estaven intactes en gran manera el 1978 i la seva conservació encara es mantenia en 1986.
Durant el genocidi ruandès van arribar al bosc una onada i una altra de refugiats i van començar a desforestar-lo, sovint per a l'agricultura de subsistència. L'any 2001 només es conservava un petit patró circular de bosc natiu, 1,500 acres (6.1 km2) dels 250.000 originals del bosc. A més de la tremenda pèrdua de biodiversitat, la regió experimenta erosió del sòl, degradació i esllavissades. Els esforços de repoblació forestal en els últims anys han augmentat el bosc natiu que restava a prop de 2,500 acres (10 km2). Les grans plantacions de te ocupen les parts central i nord de la reserva.

## Història
El bosc de Gishwati solia ser una peça en un sistema complex de selves tropicals a través de l'Àfrica. Solia estendre's cap a l'oest més enllà del llac Kivu, que connectava amb els boscos del Congo, i al sud es connectava amb el bosc de Nyungwe. Aquests sistemes forestals s'han fragmentat a causa de augment de la població i la deforestació. El genocidi ruandès va fer pressió sobre el lloc quan els refugiats van fugir i la població va augmentar a mesura la població es desplaçava de les seves llars; no obstant això, l'àrea ha enfrontat anys de degradació abans del genocidi ruandès. L'àrea va ser degradada per a la ramaderia i l'agricultura fins que es va tornar improductiva. L'erosió, els esllavissaments de terra, la reducció de la qualitat de l'aigua i la infertilitat del sòl han estat derivats d'aquesta degradació de la terra.
El Programa de Conservació de l'Àrea de Gishwati (GACP) va començar el 2007 amb la col·laboració del president de Ruanda, Paul Kagame i la Great Ape Trust, fundada pel filantrop Ted Townsend. La iniciativa va començar amb la idea de crear a Ruanda un parc nacional per protegir la biodiversitat de la zona del bosc de Gishwati i aturar una mica la ràpida degradació. El 1930 el bosc de Gishwati cobria 70.000 acres, però va perdre al voltant del 90 per cent de la seva cobertura. Aquesta iniciativa tenia com a objectiu restaurar la dramàtica pèrdua que ha experimentat l'àrea durant l'última dècada i, per tant, van nomenar el lloc Bosc de l'Esperança. En 2011 el GACP va ser succeïda per una organització no governamental ruandesa coneguda com la Forest of Hope Association, que s'encarrega de la gestió de la Reserva Forestal de Gishwati (GFR).
Des que es va posar en marxa Forest of Hope s'ha produït un augment del 67 per cent en la grandària del bosc de Gishwati. La població local de ximpanzés ha crescut i s'han emprat moltes iniciatives de recerca i conservació dins de la reserva. El Programa de Conservació de l'Àrea de Gishwati va començar amb l'esperança que en el camí el govern de Ruanda convertís en un parc nacional. Algunes accions del govern i la cobertura de premsa suggereixen que el GFR serà promogut a l'estatut del parc nacional en un futur proper.

## Galeria d'imatges
- -     -       -         - 1= 200|200px|link=File:Gishwati Forest 1986.jpg
        - 1= 200|alt=]]

- -     -       -         - 2= 200|200px|link=File:Gishwati Forest 2001.jpg
        - 2= 200|alt=]]

- -     -       -         - 3= 200|200px|link=File:Collines de Gishwati 3.JPG
        - 3= 200|alt=]]

## Biodiversitat
A causa de la desforestació del bosc de Gishwati, s'ha produït una greu pèrdua de biodiversitat. La fauna sola ha disminuït un 99,7%. La flora que té un paper important en la vida dels nadius també ha experimentat un declivi significatiu. Les fruites silvestres han disminuït un 93,3%, les verdures silvestres han disminuït un 99,6%, i les plantes medicinals utilitzades pels nadius han disminuït un 79,9%. La reserva forestal ha registrat 58 espècies d'arbres i arbustos, incloent nombroses frondoses i bambú indígenes. Un estudi recent sobre la disminució del carboni al bosc va indicar que Macaranga kilimandscharica era l'espècie d'arbre més comuna ena les àrees del bosc que no s'havien alterat. Les regions preexistents del bosc que experimentaven regeneració mostren la colonització de Carapa grandiflora, Entandrophagrama excelsum, i Symphonia globulifera. Altres flora de la reserva inclou falgueres gegants i liquen blau.
Es pot trobar una àmplia varietat de faunes dins de la reserva. S'hi troben quatre espècies de primats, el ximpanzé oriental (Pan troglodytes schweinfurtii), el cercopitec daurat, el Cercopitec blau i el cercopitec de L'Hoest (també conegut com a "mico de muntanya"). Tot i que no des de l'any 2002, s'hi ha observat una cinquena espècie de primat, el colobus blanc i negre. En l'actualitat, es calcula que hi ha 20 ximpanzés d'Àfrica Oriental al bosc. Es tracta d'un augment del 54% en la mida de la població dels 13 ximpanzés del 2008, quan el GACP va començar per primera vegada. Això inclou cinc cries. El Dr. Plumptree va trobar que la densitat mitjana de nius de ximpanzés era de 1.473 per km². Altres mamífers són el porc senglar de riu (Potamochoerus porcus), el duiquer de front negre (Cephalophus nigrifrons), el damà arborícola meridional (Dendrohyrax arboreus), el serval (Felis serval), i Felis aurata.
Una altra fauna trobada són les 84 espècies d'ocells, inclosos puputs dels arbres (Phoeniculidae), Puput arbòria carablanca (Phoeniculus bollei), sílvids (Sylviidae), i tallarol groc de la muntanya (Iduna similis). La granota bruna de bosc, juntament amb diverses espècies de gripaus, són alguns amfibis que es troben al bosc. Pel que fa als rèptils, l'escurçó forestal dels Grans Llacs i diverses espècies de camaleons també es troben al bosc de Gishwati.

## Conservació
Un petit grup aïllat de ximpanzés oriental habita el bosc de Gishwati, un lloc que pot servir com a banc de proves per a nous enfocaments i idees de conservació. L'any 2008 la població s'havia reduït a tretze membres i estava a punt d'extingir-se. Entre el 2008 i el 2011, la població va augmentar el 46 per cent a dinou membres mitjançant els esforços del govern de Ruanda i el Programa de Conservació de l'Àrea de Gishwati. Els esforços com els establerts per ajudar els grans simis de Gishwati poden ser fonamentals per ajudar els grans simis del món. El bosc de Gishwati és el medi de vida de centenars de milers de ruandesos que viuen al voltant de Gishwati. El bosc ajuda a mantenir la fertilitat del sòl i evita que s'erosioni. En el futur, pot proporcionar a l'economia ruandesa beneficis de l'ecoturisme a través de la biodiversitat que es troba a la zona.

### Plant-It 2020
El 2011, Plant-It 2020 va finançar el Programa de Conservació de la Zona de Gishwati de Great Ape Trust per plantar 1.000 arbres autòctons al voltant del Bosc Nacional de Gishwati a l'oest de Ruanda. Plant-It 2020 és una fundació de reforestació internacional sense ànim de lucre que va fundar el difunt cantant John Denver.

### Corredor del Parc Nacional dels Boscos de Gishwati i Nyungwe
Un corredor de 10.000 acres d'arbres recentment plantats podria connectar un dia el Parc Nacional dels Boscos de Gishwati i Nyungwe, a unes trenta milles cap al sud. Aquesta connexió permetrà als animals migrar entre les àrees protegides i assegurar el flux gènic d'al·lels entre ambdues poblacions de ximpanzés. El projecte ha rebut el suport del govern del Ministeri de Terres i Medi Ambient de Ruanda perquè la nova cobertura forestal millorarà la captura d'aigua i purificació de l'aigua, prevenir l'erosió del sòl, reemplaçar la fertilitat del sòl i donar suport l'ecoturisme.